# La venedora d'ous
La venedora d'ous, amb el títol original en anglès The Egg Woman és una novel·la de l'autora Linda D. Cirino (1941-2007), nascuda a Nova York i descendent d'emigrants polonesos.
La novel·la, ambientada el 1936, explica la història d'Eva, una grangera del sud d'Alemanya que, després de mitja vida sense sortir de la rutina de la granja i de la família, coneixerà un món nou en descobrir un misteriós foraster que s'amaga al seu galliner. Amb el marit a la guerra, la protagonista iniciarà una relació amb el jueu desconegut que provocarà una sèrie de conseqüències fatals.